# Municipio de Lynn (Dakota del Norte)
El municipio de Lynn (en inglés: Lynn Township) es un municipio ubicado en el condado de Wells en el estado estadounidense de Dakota del Norte. En el año 2010 tenía una población de 21 habitantes y una densidad poblacional de 0,22 personas por km².

## Geografía
El municipio de Lynn se encuentra ubicado en las coordenadas 47°22′16″N 99°58′47″O / 47.37111, -99.97972. Según la Oficina del Censo de los Estados Unidos, el municipio tiene una superficie total de 93.67 km², de la cual 89,9 km² corresponden a tierra firme y (4,02 %) 3,77 km² es agua.

## Demografía
Según el censo de 2010, había 21 personas residiendo en el municipio de Lynn. La densidad de población era de 0,22 hab./km². De los 21 habitantes, el municipio de Lynn estaba compuesto por el 100 % blancos. Del total de la población el 0 % eran hispanos o latinos de cualquier raza.